# 奇里比克特山脈

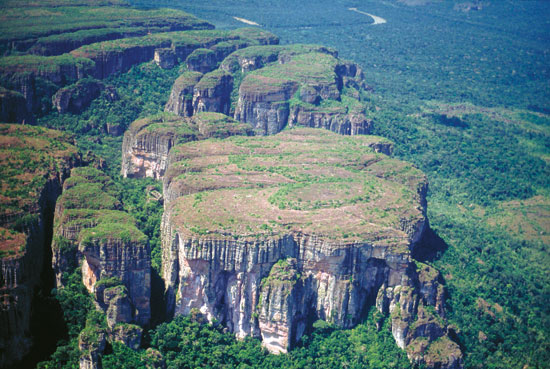

0°55′N 72°47′W / 0.917°N 72.783°W
奇里比克特山脈（英語：Serranía de Chiribiquete），是哥倫比亞的山脈，位於該國南部瓜維亞雷省和卡克塔省，處於圭亞那地盾西側，長125公里、寬30公里，面積12,800平方公里。